# Mr.カラー

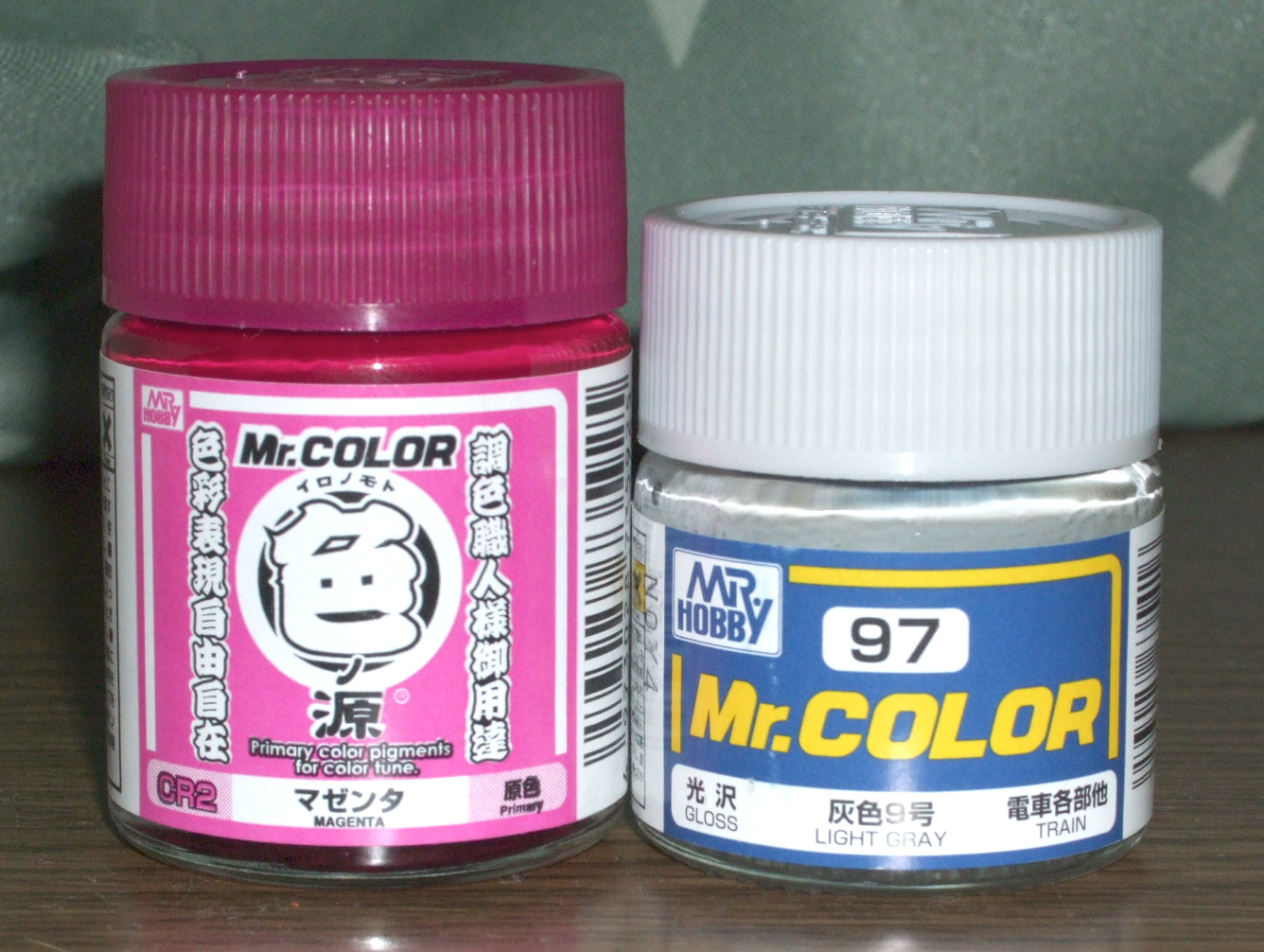
Mr.カラーの瓶。左側は調色用の色

Mr.カラー（ミスターカラー）は、GSIクレオスが発売している模型用塗料のシリーズ。同社模型部門（MR.HOBBY ブランド）の主力商品である。製造は藤倉化成で、溶剤系（油性）アクリル樹脂塗料に分類される。

## 概要
米国の大手模型メーカーレベル社の輸入代理店として同社製品の国内販売を行っていたグンゼ産業（現・GSIクレオス）が、レベル社より輸入販売していたレベルカラーを日本の気候に適合させるために1973年に藤倉化成と共同で開発したプラモデル用の塗料。当初は「レベルカラー」と称していたが、1977年4月にレベルとの提携解消に伴い「Mr.カラー」と改称された。プラモデル用として先行して販売されていたマルサン商店の「プラカラー」が、色数が少なく混合して使用するのが普通であったのに対し、調色済みの専用色を多数用意し、特に当時のレベル社の主力商品であったドイツ、イギリス、アメリカ等の航空機用の色を充実させることによって差別化を行った。
レベルとグンゼ産業の提携解消後、レベルの代理店を引き継いだタカラからも、ほぼ同内容の塗料がレベルカラーの名称を受け継いで発売された。（それまでに発売されていた1～77番の色番号はグンゼ版と同じだが追加された78番以降は異なるものになっている）タカラ版のレベルカラーは1985年3月にレベルとタカラの提携解消に伴って販売が終了。以後Mr.カラーは代表的な模型用塗料として広く国内で使用されている。また1970年代には、プラカラーを製造していた東邦化研からも、模型用として同種のアクリル樹脂塗料の「モデルカラー」が発売されており、色番号などもMr.カラーと同じであった。
材質としては非水溶性の有機溶剤を用いたアクリル樹脂塗料であり、溶剤の蒸発により強固な塗膜を形成する。ラッカー系あるいは油性アクリル塗料と呼ばれることが多く、またマルサン商店のプラカラー以前には「マメラッカー」と呼ばれる本来のラッカーが模型用に販売されていたため、Mr.カラーが同種のラッカー塗料であると混同される場合も少なくない。本製品はラッカー塗料の一種のアクリルラッカーであり、一般塗装用のラッカー（ニトロセルロースラッカー）に含まれる、スチロール樹脂を溶かし、毒性も強い溶剤は含まれていない。また成分も異なるためラッカーと混用することはできない。

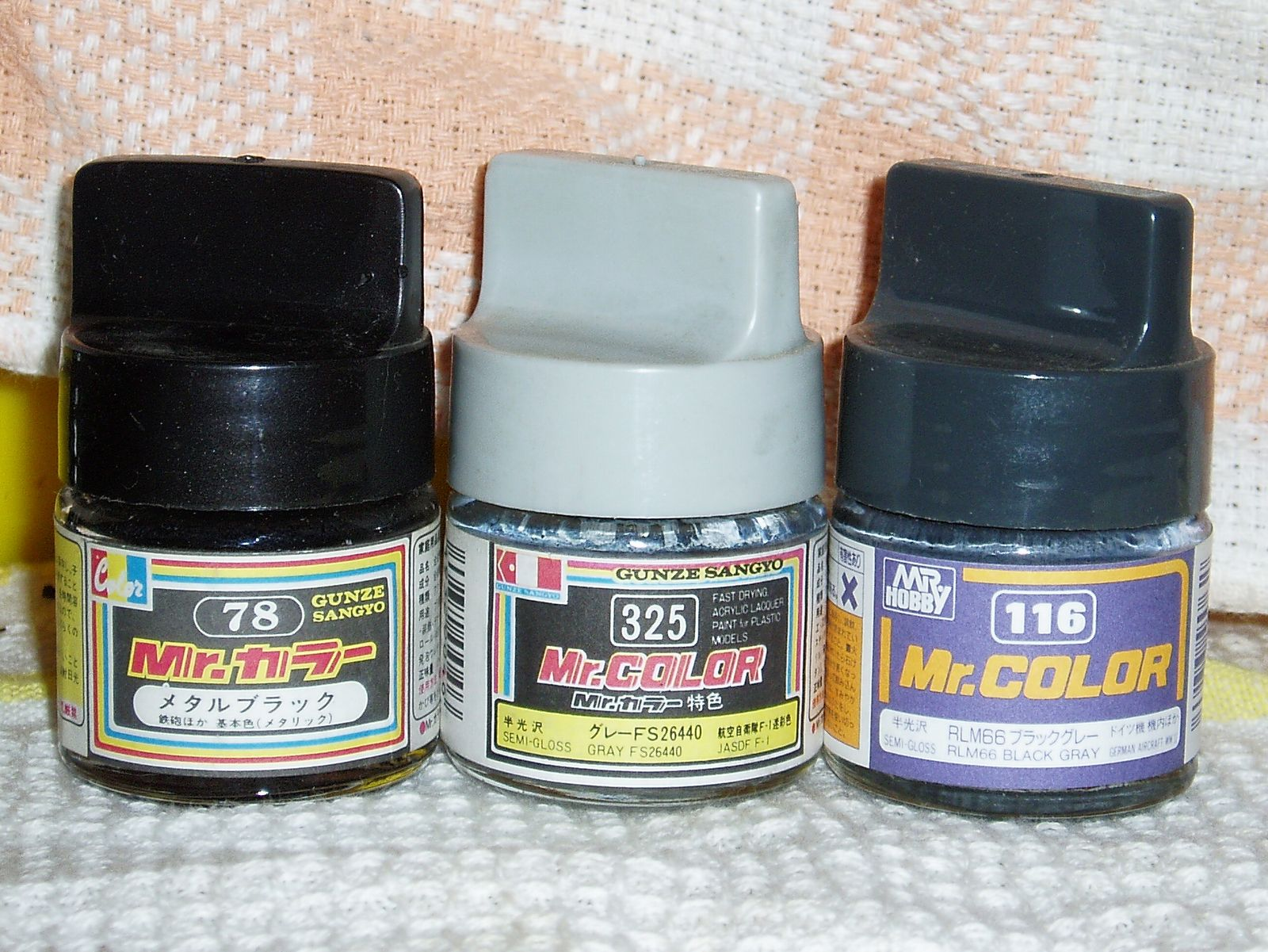
1980年代から2007年までの瓶

プラモデルへの塗装を前提にして開発されており、主にプラスチック（スチロール樹脂）や木製、金属製などの模型の塗装に用いられる。ABS樹脂やポリカーボネートには不向きであり、ABS樹脂に使用すると溶剤の浸透により脆くなったり割れたりする場合がある。さらに一部の模型で使用されているポリエチレンやポリアセタールには定着しにくく、下地にプライマーを塗った上からの塗装であっても、乾燥後に爪で引っ掻くと簡単に剥がれてしまう。
1980年の末に瓶の容量を減らした際、上部が手でつまめるような蓋の形状が採用され、以後長らく本製品の特徴となった。これは、瓶の縁に付着した塗料が固着して蓋が開けにくくなった時に、力を入れやすいように考慮されたものである。2008年11月以降、「水性ホビーカラー」や「タミヤカラーアクリル塗料」と同様のつまみの無い蓋に変更された。関連商品に、塗料が固まって蓋が開けにくくなった時に用いる「Mr.キャップオープナー」が発売されている。
ちなみに蓋と瓶の規格は発売当時より変更されていないため古いタイプの瓶でも現行の蓋が使用可能（タカラ時代のレベルカラーも共通）
有機溶剤が含まれている為に、より安全な水性塗料への移行が推奨される環境での用途（初心者や共同住宅在住者などの塗装）では、同一製造元の製品として「水性ホビーカラー」や「アクリジョン」が代替商品として奨励される。その為に、現行のプラモデルの取扱説明書で、本製品で色指定される事は少なくなった（代替には特別な場合を除き、主に「水性ホビーカラー」の色番号を用いる）。
バンダイ・ホビー事業部とタイアップして発売された「ガンダムカラー」（ガンプラの色指定に合わせた色がセットになっている）や「エヴァカラー」などは、Mr.カラーの特色であり、混合や同じシンナーの使用ができる。なおコトブキヤの「フレームアームズ」とのタイアップ商品である専用特色「フレームアームズ＆M.S.Gカラーセット」(FC01〜04)は、後述の通りガイアノーツより出ているガイアカラー特色として発売されている「フレームアームズ・ガール カラー」との共通のものは存在しない。

## 変遷
【グンゼ＋レベル時代　1962年〜1977年３月】
郡是産業が米レベルと日本総代理店契約を結んだのは1962年
輸入版レベルカラー＝模型用ラッカー系塗料は1965年に発売　当時価格70円（レベル総代理店　郡是産業　物資部）
ラベルは赤黄青で中央に色番号、右上にRevellのロゴ　向かって右側に色名が縦書き記載
半周ラベルで側面から量が判る　瓶の底にRevellのロゴ　底面が斜めになっている
蓋ロゴはRevellColor　当初の蓋は全て白色で中敷きが薄いスポンジだったが色別ごとに変更され中敷きが凸状の軟質素材に変化
1971年に社名変更したグンゼ産業と藤倉化成がレベルカラーの国産化に着手
1973年に完全国産化のレベルカラーが発売　当時価格100円（グンゼ産業　物資部→レベル部）
ラベルが全周、中央に色番号、中央下部に色名が横書き記載、瓶の底が平坦に変更
【グンゼ時代　1977年4月～2000年】
1977年4月よりMr.カラーに改称（グンゼ産業　ホビークラフト部→ホビー部）
ラベルは国産レベルカラー時代の赤青黄フォーマットだが、左上にMr.の文字が小さく追加
右上のRevellのロゴがGUNZE SANGYOに変更　蓋がMr.Color　GUNZE SANGYOとなり瓶底にグンサンの文字
1980年末のリニューアルの際、価格100円に据え置いたまま18ml→10mlに変更
凸状のつまみの付いた蓋、赤青黄のラベルから黒地のラベルとなり上から色番号、Mr.カラー、色名の三段表記
左上にそれまでの三色ロゴ　右上にGUNZE SANGYOの表記
後にバーコードが追加され　300番以降の特色はMr.カラーの表記がMr.COLOR、左上の三色ロゴが赤黄の2色ロゴになる
90年代後半にラベルデザインが大幅に変更され黒地に赤のMr.カラーから青地に黄色でMr.COLOR表記、
GUNZE SANGYOのロゴが左上に移動　価格120円（税別）
【GSIクレオス時代　2000年～】
社名変更によりラベル左上のGUNZE SANGYOのロゴがMRHOBBYに変化、蓋のGUNZE SANGYOと瓶底のグンサンの文字が無くなる
2008年12月につまみ付きの凸蓋から「水性ホビーカラー」や「タミヤカラーアクリル塗料」と同様のつまみの無い蓋に変更
蓋のロゴはMRHOBBY　（GSIクレオス　ホビー部）　価格160円（税別）に変更
2016年に内蓋が凸から凹に変化し色番号の前にCの文字が付く
2023年2月にMRHOBBYのロゴが白地に青から青地に白に変更され　価格200円（税別）に変更
【タカラ+レベル時代　1977年4月～1985年3月】
当初はグンゼ＋レベル時代のレベルカラーだったが製造元が藤倉応用化工（同業同名だが藤倉化成とは別会社）に変更
蓋のデザインが初期はRevellColorのロゴで皿状に出っ張っていたが、TAKARA表記の平蓋に変更　瓶の底もTAKARA
ラベルデザインが斜め赤青黄三分割となり左上にRevellの下にTAKARAのロゴ
Mrカラーが80年以降10mlに減量していたのに対し、18mlに据え置いての同価格
78番以降は独自のラインナップとなっており蛍光カラーやパールカラー等の特殊色も発売していたが、タカラが模型事業より撤退したことで販売終了

## 性質
溶剤系アクリル樹脂塗料の特徴として乾燥が速く、形成される塗膜の耐久性があり、耐候性も良い。しかし、乾燥後も溶剤には溶けるため、事故で再溶解し塗装が駄目になる場合もある。固まった塗料を溶かして再利用することも可能で、近年、そのための溶剤が発売された。同種の塗料で塗り重ねを行うと下の層が溶け出す可能性もある。エナメル系や水性塗料の溶剤には侵されることはない。またエナメル系塗料と比較すると、乾きが速い上、粘性が比較的高く伸びが悪いので筆塗りにはあまり適さない（厚塗りになりやすい）が、乾燥を遅らせる「Mr.リターダマイルド」を使用することによりある程度筆塗りを容易にすることができる。エアブラシで吹き付ける際は、うすめ液で倍以上に希釈して使用するのが一般的である。吹き付け専用の「Mr.レベリングうすめ液」も発売されている。

## ラインナップ
様々なジャンルの模型に対応することを考慮されており、Mr.カラーだけで100を超える色数を揃えている。特に航空機模型用の特色が豊富で、ハセガワ、フジミ、イタレリ、ドラゴンなどの航空機模型ではMr.カラーの色名を用いて色指定が行われている（アオシマ等、水性ホビーカラーの色番号を用いる所もある）。この他、色の三原色の「色ノ源」や、パステルカラーやマジョーラカラーのように混合では調色しにくい特別色や用途別の特色のセット、乾いた後に磨くと金属の質感が再現できるメタルカラーなど、「Mr.カラー」の名前を冠した瓶入り塗料だけでも商品ラインアップは200アイテム近くにのぼる。さらに、缶スプレーが70色強揃っている。
1973年当初のラインナップは58色で1977年3月のレベルとの提携解消までに77色となり、鉄道模型用特色として「赤11号」や「青15号」といった国鉄制式色も発売されていた。（当初は100～110番台だったがラインナップ統合により80～90番台に移動、1980年代に彩色済みのモデルが主流となるにつれ4色を残し廃番となった）「赤2号」「灰色9号」があるのはその名残である。

### リスト

#### 通常色
| 番号       | 色名                                      | 種別               | スプレー | 備考                                                                                     |
| ---------- | ----------------------------------------- | ------------------ | -------- | ---------------------------------------------------------------------------------------- |
| 1          | ホワイト(白)                              | 光沢               | ○        | GX1クールホワイト                                                                        |
| 2          | ブラック(黒)                              | 光沢               | ○        | GX2ウィノーブラック                                                                      |
| 3          | レッド(赤)                                | 光沢               | ○        | GX3ハーマンレッド 2008年のリニューアルで色合い変更 旧版は特色AVC07プリビアスレッドで復刻 |
| 4          | イエロー(黄)                              | 光沢               | ○        | GX4キアライエロー                                                                        |
| 5          | ブルー(青)                                | 光沢               | ○        | GX5スージーブルー 2008年のリニューアルで色合い変更 旧版は特色AVC05プリビアスブルーで復刻 |
| 6          | グリーン(緑)                              | 光沢               | ○        | GX6モウリーグリーン 2008年のリニューアルで色合い変更                                     |
| 7          | ブラウン(茶)                              | 光沢               | ×        |                                                                                          |
| 8          | シルバー(銀)                              | メタリック         | ○        | 2008年のリニューアルで色合い変更 旧版は特色AVC02プリビアスシルバーで復刻                 |
| 9          | ゴールド(金)                              | メタリック         | ○        | 2008年のリニューアルで色合い変更                                                         |
| 10         | カッパー(銅)                              | メタリック         | ×        | 2008年のリニューアルで色合い変更                                                         |
| 11         | ガルグレー                                | 半光沢             | ○        |                                                                                          |
| 12         | オリーブドラブ(1)                         | 半光沢             | ○        |                                                                                          |
| 13         | ニュートラルグレー                        | 半光沢             | ○        |                                                                                          |
| 14         | ネービーブルー                            | 半光沢             | ○        | 旧別名 シーブルー                                                                        |
| 15         | 暗緑色(中島系)                            | 半光沢             | ○        | 旧別名 濃緑色(暗緑色)(1)                                                                 |
| 16         | 濃緑色                                    | 半光沢             | ○        | 限定色 旧別名 濃緑色(暗緑色)(2)                                                          |
| 17         | RLM71ダークグリーン                       | 半光沢             | ×        | 旧別名 デュンゲルグリューン71                                                            |
| 18         | RLM70ブラックグリーン                     | 半光沢             | ×        | 旧別名 シュバルツグリューン70                                                            |
| 19         | サンディブラウン                          | 半光沢             | ×        | 限定色 旧別名ゲルブ27                                                                    |
| 20         | ライトブルー                              | 半光沢             | ×        | 限定色 旧別名ヘルブラウ76 同名の323とは別色                                              |
| 21         | ミドルストーン                            | 半光沢             | ×        | 旧別名 ライトアース                                                                      |
| 22         | ダークアース                              | 半光沢             | ×        |                                                                                          |
| 23         | ダークグリーン(2)                         | 半光沢             | ×        | 旧別名 シーグリーン ダークグリーン(1)は17番                                              |
| 24 (欠番)  | スカイ                                    | 半光沢             | ×        | 飛行機用特色カラーセットCS683 C368                                                       |
| 25         | ダークシーグレー                          | 半光沢             | ×        | 旧別名 オーシャングレー                                                                  |
| 26         | ダックエッググリーン                      | 半光沢             | ×        | 旧別名 スカイS                                                                           |
| 27         | 機体内部色                                | 半光沢             | ×        | 旧別名 イエローグリーン                                                                  |
| 28         | 黒鉄色                                    | メタリック         | ○        |                                                                                          |
| 29         | 艦底色                                    | 半光沢             | ○        |                                                                                          |
| 30         | フラットベース スタンダード               | つや消し           | ○        | 他に188（あらめ、ラフ）と 189（なめらか、スムース）                                      |
| 31         | 軍艦色(1)                                 | 半光沢             | ○        | アメリカ海軍色                                                                           |
| 32         | 軍艦色(2)                                 | 半光沢             | ○        | 旧日本海軍横須賀工廠色                                                                   |
| 33         | つや消しブラック                          | つや消し           | ○        |                                                                                          |
| 34         | スカイブルー                              | 光沢               | ○        |                                                                                          |
| 35         | 明灰白色(三菱系)                          | 半光沢             | ○        | 旧名 明灰白色(1)                                                                         |
| 36         | RLM74グレーグリーン                       | 半光沢             | ×        | 旧名 グレー74（グラウ74）                                                                |
| 37         | RLM75グレーバイオレット                   | 半光沢             | ×        | 旧名 グレー75（グラウ75）                                                                |
| 38         | オリーブドラブ(2)                         | つや消し           | ○        |                                                                                          |
| 39         | ダークイエロー                            | 3/4つや消し        | ○        | 旧別名 サンディイエロー 1990年のリニューアルで色合い変更                                 |
| 40         | ジャーマングレー                          | 3/4つや消し        | ○        | 旧名 フィールドグレー(1) 1990年のリニューアルで色合い変更                                |
| 41         | レッドブラウン                            | 3/4つや消し        | ○        | 旧別名 ブラウン26 1990年のリニューアルで色合い変更                                       |
| 42         | マホガニー                                | 半光沢             | ○        |                                                                                          |
| 43         | ウッドブラウン                            | 半光沢             | ○        |                                                                                          |
| 44         | タン(黄褐色)                              | 半光沢             | ○        |                                                                                          |
| 45         | セールカラー                              | 半光沢             | ×        |                                                                                          |
| 46         | クリアー(透明)                            | 光沢               | ○        |                                                                                          |
| 47         | クリアーレッド                            | 光沢               | ○        | 2008年のリニューアルで染料から顔料に変更                                                 |
| 48         | クリアーイエロー                          | 光沢               | ○        | 2008年のリニューアルで染料から顔料に変更                                                 |
| 49         | クリアーオレンジ                          | 光沢               | ○        | 2008年のリニューアルで染料から顔料に変更                                                 |
| 50         | クリアーブルー                            | 光沢               | ○        | 2008年のリニューアルで染料から顔料に変更                                                 |
| 51         | 薄茶色                                    | 半光沢             | ×        | 旧名 肌色（フレッシュ）                                                                  |
| 52         | フィールドグレー(2)                       | つや消し           | ×        |                                                                                          |
| 53 (欠番)  | ライトカーキ(バフ)                        | つや消し           | ×        |                                                                                          |
| 54         | カーキグリーン                            | つや消し           | ×        | 限定色                                                                                   |
| 55         | カーキ                                    | つや消し           | ×        | 限定色                                                                                   |
| 56         | 明灰緑色(中島系)                          | 半光沢             | ×        | 旧名 明灰白色(2)                                                                         |
| 57         | 青竹色                                    | メタリック         | ×        | 別名 ジンクロ                                                                            |
| 58         | 黄橙色                                    | 半光沢             | ○        |                                                                                          |
| 59         | オレンジ(橙)                              | 光沢               | ×        | 旧名 サファリオレンジ スプレーは2023年12月発売予定                                       |
| 60         | RLM02グレー                               | 半光沢             | ×        | 旧名 RLMグレー（グラウ02）                                                               |
| 61         | 焼鉄色                                    | メタリック         | ×        | スプレーは2023年12月発売予定                                                             |
| 62         | つや消しホワイト(白)                      | つや消し           | ○        |                                                                                          |
| 63         | ピンク(桃)                                | 光沢               | ○        |                                                                                          |
| 64         | ルマングリーン(黄緑)                      | 光沢               | ○        |                                                                                          |
| 65         | インディブルー                            | 光沢               | ○        | 旧別名 青(2)                                                                             |
| 66         | デイトナグリーン                          | 光沢               | ○        | 旧別名 緑(2)                                                                             |
| 67         | パープル(紫)                              | 光沢               | ○        |                                                                                          |
| 68         | モンザレッド                              | 光沢               | ○        | 旧別名 赤(2)                                                                             |
| 69         | グランプリホワイト                        | 光沢               | ○        | 旧別名 白(2)                                                                             |
| 70         | ダークグリーン                            | 3/4つや消し        | ○        | 旧名 ジャーマングリーン 1990年のリニューアルで色合い変更                                 |
| 71         | ミッドナイトブルー                        | 光沢               | ×        |                                                                                          |
| 72         | ミディアムブルー                          | 半光沢             | ×        | スプレーは2023年12月発売予定                                                             |
| 73         | エアクラフトグレー                        | 光沢               | ×        |                                                                                          |
| 74         | エアスペリオリティーブルー                | 光沢               | ×        | 限定色                                                                                   |
| 75         | メタリックレッド                          | メタリック         | ○        |                                                                                          |
| 76         | メタリックブルー                          | メタリック         | ○        |                                                                                          |
| 77         | メタリックグリーン                        | メタリック         | ○        |                                                                                          |
| 78         | メタルブラック                            | メタリック         | ○        |                                                                                          |
| 79         | シャインレッド(朱)                        | 光沢               | ○        |                                                                                          |
| 80         | コバルトブルー                            | 光沢               | ○        |                                                                                          |
| 81         | 赤2号(あずき色)                           | 光沢               | ○        | 限定色 旧番号101 GM鉄道カラー1番                                                         |
| 82 (欠番)  | 赤11号（スカーレット）                    | 光沢               | ×        | 旧番号102                                                                                |
| 83 (欠番)  | 朱色4号（バーミリオン）                   | 光沢               | ×        | 旧番号103 GM鉄道カラー31番                                                               |
| 84 (欠番)  | ぶどう色2号（セピア）                     | 光沢               | ×        | 旧番号104 GM鉄道カラー2番                                                                |
| 85 (欠番)  | 黄かん色（みかん色）                      | 光沢               | ×        | 旧番号105 GM鉄道カラー3番                                                                |
| 86 (欠番)  | クリーム4号（ベージュ）                   | 光沢               | ×        | 旧番号106 GM鉄道カラー4番                                                                |
| 87 (欠番)  | クリーム1号（アイボリー）                 | 光沢               | ×        | 旧番号107 GM鉄道カラー5番                                                                |
| 88 (欠番)  | 青22号（ターコイズ）                      | 光沢               | ×        | 旧番号108 GM鉄道カラー6番                                                                |
| 89 (欠番)  | 青15号（藍）                              | 光沢               | ×        | 旧番号109 GM鉄道カラー7番                                                                |
| 90         | シャインシルバー                          | メタリック         | ○        | 旧番号110 旧名 光輝シルバー                                                              |
| 91 (欠番)  | ねずみ色1号（グレー）                     | 光沢               | ×        | 旧番号111 GM鉄道カラー9番                                                                |
| 92         | セミグロスブラック                        | 半光沢             | ○        | 旧番号112 旧名 黒色 GM鉄道カラー10番                                                     |
| 93 (欠番)  | 朱色1号（レンガ色）                       | 光沢               | ×        | 旧番号113 GM鉄道カラー11番                                                               |
| 94 (欠番)  | とび色2号（チョコレート）                 | 光沢               | ×        | 旧番号114                                                                                |
| 95 (欠番)  | 黄5号（クリームイエロー）                 | 光沢               | ×        | 旧番号115 GM鉄道カラー12番                                                               |
| 96 (欠番)  | 緑2号（オリーブグリーン）                 | 光沢               | ×        | 旧番号116 GM鉄道カラー13番                                                               |
| 97         | 灰色9号（ライトグレー）                   | 光沢               | ○        | 旧番号117 GM鉄道カラー14番                                                               |
| 98 (欠番)  | 黄緑6号（若草色）                         | 光沢               | ×        | 旧番号118 GM鉄道カラー15番                                                               |
| 99 (欠番)  | アイボリー                                | 光沢               | ×        |                                                                                          |
| 100        | マルーン                                  | 光沢               | ×        | 限定色                                                                                   |
| 101        | スモークグレー                            | 光沢               | ○        |                                                                                          |
| 102 (欠番) | スモークブルー                            | 光沢               | ×        |                                                                                          |
| 103 (欠番) | ガンステンレス                            | メタリック         | ×        |                                                                                          |
| 104        | ガンクローム                              | メタリック         | ×        | 限定色                                                                                   |
| 105 (欠番) | ラフベース(添加剤)                        | つや消し           | ×        |                                                                                          |
| 106 (欠番) | ダークシルバー                            | メタリック         | ×        |                                                                                          |
| 107        | キャラクターホワイト                      | 半光沢             | ○        |                                                                                          |
| 108        | キャラクターレッド                        | 半光沢             | ○        |                                                                                          |
| 109        | キャラクターイエロー                      | 半光沢             | ○        |                                                                                          |
| 110        | キャラクターブルー                        | 半光沢             | ○        |                                                                                          |
| 111        | キャラクターフレッシュ(1)                 | 半光沢             | ○        |                                                                                          |
| 112        | キャラクターフレッシュ(2)                 | 半光沢             | ○        |                                                                                          |
| 113        | RLM04イエロー                             | 半光沢             | ×        |                                                                                          |
| 114        | RLM23レッド                               | 半光沢             | ×        |                                                                                          |
| 115        | RLM65ライトブルー                         | 半光沢             | ○        |                                                                                          |
| 116        | RLM66ブラックグレー                       | 半光沢             | ×        |                                                                                          |
| 117        | RLM76ライトブルー                         | 半光沢             | ○        |                                                                                          |
| 118        | RLM78ライトブルー                         | 半光沢             | ×        |                                                                                          |
| 119        | RLM79サンドイエロー                       | 半光沢             | ×        |                                                                                          |
| 120        | RLM80オリーブグリーン                     | 半光沢             | ×        |                                                                                          |
| 121        | RLM81ブラウンバイオレット                 | 半光沢             | ×        |                                                                                          |
| 122        | RLM82ライトグリーン                       | 半光沢             | ×        |                                                                                          |
| 123        | RLM83ダークグリーン                       | 半光沢             | ×        |                                                                                          |
| 124        | 暗緑色(三菱系)                            | 半光沢             | ○        |                                                                                          |
| 125        | カウリング色                              | 半光沢             | ×        |                                                                                          |
| 126        | コクピット色(三菱系)                      | 半光沢             | ×        |                                                                                          |
| 127        | コクピット色(中島系)                      | 半光沢             | ×        |                                                                                          |
| 128        | 灰緑色                                    | 半光沢             | ×        |                                                                                          |
| 129        | 濃緑色(中島系)                            | 半光沢             | ○        |                                                                                          |
| 130        | 濃緑色(川崎系)                            | 半光沢             | ×        |                                                                                          |
| 131        | 赤褐色                                    | 半光沢             | ×        |                                                                                          |
| 132        | 土草色                                    | つや消し           | ×        |                                                                                          |
| 133 (欠番) | 土地色                                    | つや消し           | ×        |                                                                                          |
| 134 (欠番) | 草色                                      | つや消し           | ×        |                                                                                          |
| 135        | ロシアングリーン(1)                       | つや消し           | ×        |                                                                                          |
| 136        | ロシアングリーン(2)                       | つや消し           | ×        |                                                                                          |
| 137        | タイヤブラック                            | つや消し           | ×        |                                                                                          |
| 138        | クリアーグリーン                          | 光沢               | ×        |                                                                                          |
| 151        | ホワイトパール                            | パール             | ○        |                                                                                          |
| 152 (欠番) | グリーンパール                            | パール             | ×        |                                                                                          |
| 153 (欠番) | レッドパール                              | パール             | ×        |                                                                                          |
| 154 (欠番) | ブルーパール                              | パール             | ×        |                                                                                          |
| 155 (欠番) | スーパークリアー                          | 光沢               | ○        | 後継品 GX100スーパークリアーIII                                                          |
| 156        | スーパーホワイト                          | 光沢               | ×        | 限定色 旧名 スーパーホワイトⅣ                                                            |
| 157 (欠番) | スーパーブラック                          | 光沢               | ×        |                                                                                          |
| 158        | スーパーイタリアンレッド                  | 光沢               | ×        |                                                                                          |
| 159        | スーパーシルバー                          | メタリック         | ×        |                                                                                          |
| 160 (欠番) | クランベリーレッドパール                  | 光沢               | ×        | 特色AVC03、MrカラーリバイバルCRE01で復刻                                                 |
| 161 (欠番) | ローズレッドマイカ                        | マイカ             | ×        | スプレーのみ                                                                             |
| 162 (欠番) | ワインレッドマイカ                        | マイカ             | ×        | スプレーのみ                                                                             |
| 163 (欠番) | マリンブルーマイカ                        | マイカ             | ×        | スプレーのみ                                                                             |
| 164 (欠番) | ナイトパープルマイカ                      | マイカ             | ×        | スプレーのみ                                                                             |
| 165 (欠番) | ブライトブルーマイカ                      | マイカ             | ×        | スプレーのみ                                                                             |
| 166 (欠番) | フォレストグリーンマイカ                  | マイカ             | ×        | スプレーのみ                                                                             |
| 167 (欠番) | グレーシルバーマイカ                      | マイカ             | ×        | スプレーのみ                                                                             |
| 168 (欠番) | シャンパンゴールドマイカ                  | マイカ             | ×        | スプレーのみ                                                                             |
| 171        | 蛍光レッド                                | 半光沢             | ×        | 旧版はつや消しなので注意                                                                 |
| 172        | 蛍光イエロー                              | 半光沢             | ×        | 旧版はつや消しなので注意                                                                 |
| 173        | 蛍光オレンジ                              | 半光沢             | ×        | 旧版はつや消しなので注意                                                                 |
| 174        | 蛍光ピンク                                | 半光沢             | ×        | 旧版はつや消しなので注意                                                                 |
| 175        | 蛍光グリーン                              | 半光沢             | ×        | 旧版はつや消しなので注意                                                                 |
| 181        | スーパークリア半光沢                      | 半光沢             | ○        |                                                                                          |
| 182        | スーパークリアーつや消し                  | つや消し           | ○        |                                                                                          |
| 183        | スーパークリアーグレートーン              | つや消し           | ×        |                                                                                          |
| 184 (欠番) | スーパークリアーII                        | 光沢               | ○        | MrカラーL（大瓶）のみ 後継品 GX100スーパークリアーIII                                    |
| 185 (欠番) | スーパーフラットブラック                  | つや消し           | ×        |                                                                                          |
| 186 (欠番) | スーパークリアーUVカット                  | 光沢               | ○        |                                                                                          |
| 187 (欠番) | スーパークリアーつや消しUVカット          | つや消し           | ○        |                                                                                          |
| 188        | フラットベース あらめ・ラフ               | つや消し           | ×        |                                                                                          |
| 189        | フラットベース なめらか・スムース         | つや消し           | ×        |                                                                                          |
| 201 (欠番) | 蛍光(クリスタル)レッド                    | 光沢               | ×        | 染料系の蛍光色 171～174番で改良の際つや消しに変更                                        |
| 202 (欠番) | 蛍光(クリスタル)イエロー                  | 光沢               | ×        | 染料系の蛍光色 171～174番で改良の際つや消しに変更                                        |
| 203 (欠番) | 蛍光(クリスタル)オレンジ                  | 光沢               | ×        | 染料系の蛍光色 171～174番で改良の際つや消しに変更                                        |
| 204 (欠番) | 蛍光(クリスタル)ピンク                    | 光沢               | ×        | 染料系の蛍光色 171～174番で改良の際つや消しに変更                                        |
| 205 (欠番) | 蛍光クリスタルパープル                    | 光沢               | ×        | 染料系の蛍光色                                                                           |
| 206 (欠番) | 蛍光クリスタルマルーン                    | 光沢               | ×        | 染料系の蛍光色                                                                           |
| 207 (欠番) | 蛍光(クリスタル)グリーン                  | 光沢               | ×        | 染料系の蛍光色 175番で改良の際つや消しに変更                                             |
| 211        | クロームシルバー                          | メタルカラー       | ×        |                                                                                          |
| 212        | アイアン                                  | メタルカラー       | ×        |                                                                                          |
| 213        | ステンレス                                | メタルカラー       | ×        |                                                                                          |
| 214        | ダークアイアン                            | メタルカラー       | ×        |                                                                                          |
| 215        | カッパー                                  | メタルカラー       | ×        |                                                                                          |
| 216        | ブロンズ                                  | メタルカラー       | ×        |                                                                                          |
| 217        | ゴールド                                  | メタルカラー       | ×        |                                                                                          |
| 218        | アルミ                                    | メタルカラー       | ×        |                                                                                          |
| 219        | ブラス                                    | メタルカラー       | ×        |                                                                                          |
| 301        | グレーFS36081                             | 半光沢             | ×        |                                                                                          |
| 302        | グリーンFS34092                           | 半光沢             | ×        |                                                                                          |
| 303        | グリーンFS34102                           | 半光沢             | ×        |                                                                                          |
| 304        | オリーブドラブFS34087                     | 半光沢             | ×        |                                                                                          |
| 305        | グレーFS36118                             | 半光沢             | ×        |                                                                                          |
| 306        | グレーFS36270                             | 半光沢             | ×        |                                                                                          |
| 307        | グレーFS36320                             | 半光沢             | ×        |                                                                                          |
| 308        | グレーFS36375                             | 半光沢             | ×        |                                                                                          |
| 309        | グリーンFS34079                           | 半光沢             | ×        |                                                                                          |
| 310        | ブラウンFS30219                           | 半光沢             | ×        |                                                                                          |
| 311        | グレーFS36622                             | 半光沢             | ×        |                                                                                          |
| 312        | グリーンFS34227                           | 半光沢             | ×        |                                                                                          |
| 313        | イエローFS33531                           | 半光沢             | ×        |                                                                                          |
| 314        | ブルーFS35622                             | 半光沢             | ×        |                                                                                          |
| 315        | グレーFS16440                             | 半光沢             | ×        |                                                                                          |
| 316        | ホワイトFS17875                           | 光沢               | ×        |                                                                                          |
| 317        | グレーFS36231                             | つや消し           | ×        |                                                                                          |
| 318        | レドーム                                  | 半光沢             | ×        |                                                                                          |
| 319        | 薄松葉色                                  | 半光沢             | ×        |                                                                                          |
| 320        | 濃松葉色                                  | 半光沢             | ×        |                                                                                          |
| 321        | 黄土色                                    | 半光沢             | ×        |                                                                                          |
| 322        | フタロシアニンブルー                      | 光沢               | ×        |                                                                                          |
| 323        | ライトブルー                              | 光沢               | ×        | 20番とは別色                                                                             |
| 324        | ライトグレー                              | 半光沢             | ×        |                                                                                          |
| 325        | グレーFS26440                             | 半光沢             | ×        |                                                                                          |
| 326        | ブルーFS15044                             | 光沢               | ×        |                                                                                          |
| 327        | レッドFS11136                             | 光沢               | ×        |                                                                                          |
| 328        | ブルーFS15050                             | 光沢               | ×        |                                                                                          |
| 329        | イエローFS13538                           | 光沢               | ×        |                                                                                          |
| 330        | ダークグリーンBS381C/641                  | 半光沢             | ×        |                                                                                          |
| 331        | ダークシーグレーBS381C/638                | 半光沢             | ×        |                                                                                          |
| 332        | ライトエアクラフグレーBS381C/627          | 半光沢             | ×        |                                                                                          |
| 333        | エクストラダークシーグレーBS381C/640      | 半光沢             | ×        |                                                                                          |
| 334        | バーリーグレーBS4800/18B21                | 半光沢             | ×        |                                                                                          |
| 335        | ミディアムシーグレーBS381C/637            | 半光沢             | ×        |                                                                                          |
| 336        | ヘンプBS4800/10B21                        | 半光沢             | ×        |                                                                                          |
| 337        | グレイッシュブルーFS35327                 | 半光沢             | ×        |                                                                                          |
| 338        | ライトグレーFS36495                       | 半光沢             | ×        |                                                                                          |
| 339        | エンジングレーFS16081                     | 半光沢             | ×        |                                                                                          |
| 340        | フィールドグリーンFS34097                 | 半光沢             | ×        |                                                                                          |
| 351        | ジンク・クロメイト タイプI FS34151        | 3/4つや消し        | ×        | CS651(CS681)WWIIアメリカ陸海軍機イギリス空軍機インテリア塗装色                           |
| 352        | クロメイトイエロープライマーFS33481       | 3/4つや消し        | ×        | CS651(CS681)WWIIアメリカ陸海軍機イギリス空軍機インテリア塗装色                           |
| 361        | ダークグリーンBS641                       | 3/4つや消し        | ×        | CS652(CS684)イギリス空軍機 WWII中・後期標準塗装色                                        |
| 362        | オーシャングレー                          | 3/4つや消し        | ×        | CS652(CS684)イギリス空軍機 WWII中・後期標準塗装色                                        |
| 363        | ミディアムシーグレイ                      | 3/4つや消し        | ×        | CS652(CS684)イギリス空軍機 WWII中・後期標準塗装色                                        |
| 364        | エアクラフトクレイグリーンBS283           | 3/4つや消し        | ×        | CS651(CS681)WWIIアメリカ陸海軍機イギリス空軍機インテリア塗装色                           |
| 365        | グロスシーブルーFS15042                   | 光沢               | ×        | CS653(CS682)アメリカ海軍機 WWII標準塗装色                                                |
| 366        | インターミディエートブルーFS35164         | つや消し           | ×        | CS653(CS682)アメリカ海軍機 WWII標準塗装色                                                |
| 367        | ブルーグレーFS35189                       | 光沢               | ×        | CS653(CS682)アメリカ海軍機 WWII標準塗装色                                                |
| 368        | スカイBS381C/210                          | 3/4つや消し        | ×        | CS654(CS683)イギリス空軍機 WWII前期・砂漠塗装色                                          |
| 369        | ダークアースBS381C/450                    | 3/4つや消し        | ×        | CS654(CS683)イギリス空軍機 WWII前期・砂漠塗装色                                          |
| 370        | エイザーブルー                            | 3/4つや消し        | ×        | CS654(CS683)イギリス空軍機 WWII前期・砂漠塗装色                                          |
| 371        | FS15180ブルー                             | 光沢               | ×        | CS600S 航空自衛隊 T-4ブルーインパルスカラー                                              |
| 372        | FS17925アンティンティドホワイト           | 光沢               | ×        | CS600S 航空自衛隊 T-4ブルーインパルスカラー                                              |
| 373        | FS36440ライトガルグレー                   | つや消し           | ×        | CS600S 航空自衛隊 T-4ブルーインパルスカラー                                              |
| 374        | シャロウオーシャンブルー                  | 半光沢             | ×        | CS665 航空自衛隊機 洋上迷彩色                                                            |
| 375        | ディープオーシャンブルー                  | 半光沢             | ×        | CS665 航空自衛隊機 洋上迷彩色                                                            |
| 376        | レドームグレー                            | 半光沢             | ×        | CS665 航空自衛隊機 洋上迷彩色                                                            |
| 377        | アルミナイズドシルバー                    | メタリック         | ×        | CS666 航空自衛隊機 アルミナイズドオールドタイマー                                        |
| 378        | JASDFランディングギアホワイト             | 光沢               | ×        | CS666 航空自衛隊機 アルミナイズドオールドタイマー                                        |
| 379        | JASDFコクピットダークガルグレー           | 半光沢             | ×        | CS666 航空自衛隊機 アルミナイズドオールドタイマー                                        |
| 380        | 15180 青                                  | 光沢               | ×        | CS667 航空自衛隊 T-4ブルーインパルスカラーセットVer2                                     |
| 381        | 17925 インシグニアホワイト                | 光沢               | ×        | CS667 航空自衛隊 T-4ブルーインパルスカラーセットVer2                                     |
| 382        | 36440 ライトガルグレイ                    | つや消し           | ×        | CS667 航空自衛隊 T-4ブルーインパルスカラーセットVer2                                     |
| 383        | 暗緑色（川西系）                          | 半光沢             | ×        | CS668 川西 N1K2-J 局地戦闘機 紫電改                                                      |
| 384        | コクピット色（川西系）                    | 半光沢             | ×        | CS668 川西 N1K2-J 局地戦闘機 紫電改                                                      |
| 385        | 紅色（日本海軍機用）                      | 半光沢             | ×        | CS668 川西 N1K2-J 局地戦闘機 紫電改                                                      |
| 391        | 機体内部色 ターコイズグリーン（ソビエト） | 半光沢             | ×        |                                                                                          |
| 392        | 機体内部色 ブルー（ソビエト）             | 半光沢             | ×        |                                                                                          |
| 393        | ロシアンエアクラフトブルー(2)             | 半光沢             | ×        |                                                                                          |
| 394        | ダークグレーFS36176                       | 半光沢             | ×        |                                                                                          |
| 395        | ミディアムグレーFS36251                   | 半光沢             | ×        |                                                                                          |
| 411        | クラシックシルバー                        | メタリック         | ×        | CS655 Mrカラー金属特色セット                                                             |
| 412        | ブラス（青金）                            | メタリック         | ×        | CS655 Mrカラー金属特色セット                                                             |
| 413        | バーントアイアン（焼鉄色2）               | つや消しメタリック | ×        | CS655 Mrカラー金属特色セット                                                             |
| 511        | ロシアングリーン"480"WWII                 | つや消し           | ×        |                                                                                          |
| 512        | ロシアングリーン"480"1947-                | つや消し           | ×        |                                                                                          |
| 513        | ジャーマングレー/ドゥンゲルグラウ         | つや消し           | ×        |                                                                                          |
| 514        | ジャーマングレー/グラウ                   | つや消し           | ×        |                                                                                          |
| 515        | ジャーマングレー/グラウ（退色時）         | つや消し           | ×        |                                                                                          |
| 516        | 濃緑色3414                                | つや消し           | ×        | CS601(CS661)陸上自衛隊戦車色 TC07                                                        |
| 517        | 茶色3606                                  | つや消し           | ×        | CS601(CS661)陸上自衛隊戦車色 TC08                                                        |
| 518        | OD色2314                                  | 半光沢             | ×        | CS601(CS661)陸上自衛隊戦車色 TC09                                                        |
| 519        | ブロンセグリュンRAL6031                   | つや消し           | ×        | CS602(CS664)NATO軍ドイツ連邦軍戦車色 TC10                                                |
| 520        | レーダァブラオンRAL8027                   | つや消し           | ×        | CS602(CS664)NATO軍ドイツ連邦軍戦車色 TC11                                                |
| 521        | テーアシュバルツRAL9021                   | つや消し           | ×        | CS602(CS664)NATO軍ドイツ連邦軍戦車色 TC12                                                |
| 522        | 土地色                                    | 3/4つや消し        | ×        | CS603(CS663)日本陸軍戦車後期迷彩色 TC13                                                  |
| 523        | 草色                                      | 3/4つや消し        | ×        | CS603(CS663)日本陸軍戦車後期迷彩色 TC14                                                  |
| 524        | 枯草色                                    | 3/4つや消し        | ×        | CS603(CS663)日本陸軍戦車後期迷彩色 TC15                                                  |
| 525        | 緑色                                      | 3/4つや消し        | ×        | CS604(CS662)日本陸軍戦車前期迷彩色 TC16                                                  |
| 526        | 茶色                                      | 3/4つや消し        | ×        | CS604(CS662)日本陸軍戦車前期迷彩色 TC17                                                  |
| 527        | 陸軍カーキ                                | 3/4つや消し        | ×        | CS604(CS662)日本陸軍戦車前期迷彩色 TC18                                                  |
| 528        | IDFグレー1（-1981シナイ半島）             | 3/4つや消し        | ×        | CS631 IDF<イスラエル国防軍>戦車色 TC19                                                   |
| 529        | IDFグレー2（-1981ゴラン高原）             | 3/4つや消し        | ×        | CS631 IDF<イスラエル国防軍>戦車色 TC20                                                   |
| 530        | IDFグレー3（現用）                        | 3/4つや消し        | ×        | CS631 IDF<イスラエル国防軍>戦車色 TC21                                                   |
| 601        | 呉海軍工廠標準色                          | 3/4つや消し        | ○        | CS611(CS641)日本海軍工廠標準色 SC01 CS541 艦隊これくしょん旧日本海軍工廠標準色           |
| 602        | 佐世保海軍工廠標準色                      | 3/4つや消し        | ○        | CS611(CS641)日本海軍工廠標準色 SC02 CS-541 艦隊これくしょん旧日本海軍工廠標準色          |
| 603        | 舞鶴工廠標準色                            | 3/4つや消し        | ×        | CS611(CS641)日本海軍工廠標準色 SC03 CS541 艦隊これくしょん旧日本海軍工廠標準色           |
| 604        | 外舷21号色                                | 3/4つや消し        | ×        | CS612(CS642)日本海軍迷彩色 SC04                                                          |
| 605        | 外舷22号色                                | 3/4つや消し        | ×        | CS612(CS642)日本海軍迷彩色 SC05                                                          |
| 606        | リノリウム色                              | 3/4つや消し        | ×        | CS612(CS642)日本海軍迷彩色 SC06 CS541 艦隊これくしょん旧日本海軍工廠標準色               |
| 607        | 2704（灰色、N5）                          | 半光沢             | ×        | CS645 海上自衛隊護衛艦カラー SC17                                                        |
| 608        | 2705（暗灰色、N4）                        | 3/4つや消し        | ×        | CS645 海上自衛隊護衛艦カラー SC18                                                        |
| 609        | 滑り止め塗装部色                          | つや消し           | ×        | CS645 海上自衛隊護衛艦カラー SC19                                                        |

#### 特殊色
| シリーズ                          | 番号   | 色名                                  | 種別       | 備考                                                         |
| --------------------------------- | ------ | ------------------------------------- | ---------- | ------------------------------------------------------------ |
| Mr.カラー40th Anniversary         | AVC01  | グラファイトブラック                  | メタリック | 生産終了 GX218でレギュラー化                                 |
| Mr.カラー40th Anniversary         | AVC02  | プリビアスシルバー                    | メタリック | 生産終了 旧8番シルバーの復刻版                               |
| Mr.カラー40th Anniversary         | AVC03  | クランベリーレッドパール              | パール     | 生産終了 MrカラーリバイバルCRE01で復刻                       |
| Mr.カラー40th Anniversary         | AVC04  | キトンブルーパール                    | パール     | 生産終了                                                     |
| Mr.カラー40th Anniversary         | AVC05  | プリビアスブルー                      | 光沢       | 生産終了 旧5番ブルーの復刻版                                 |
| Mr.カラー40th Anniversary         | AVC06  | ロシアンエアクラフトブルー(1)         | 半光沢     | 生産終了                                                     |
| Mr.カラー40th Anniversary         | AVC07  | プリビアスレッド                      | 光沢       | 生産終了 旧3番レッドの復刻版                                 |
| Mr.カラー40th Anniversary         | AVC08  | ブラッドレッド1                       | 光沢       | 生産終了                                                     |
| Mr.カラー40th Anniversary         | AVC09  | ブラッドレッド2                       | 光沢       | 生産終了                                                     |
| LASCIVUS（ラスキウス）            | CL01   | ホワイトピーチ                        | 光沢       | ベース色                                                     |
| LASCIVUS（ラスキウス）            | CL02   | ココアミルク                          | 光沢       | ベース色                                                     |
| LASCIVUS（ラスキウス）            | CL03   | クリアーペールレッド                  | 光沢       | オーバーコート用                                             |
| LASCIVUS（ラスキウス）            | CL04   | クリアーペールオレンジ                | 光沢       | オーバーコート用                                             |
| LASCIVUS（ラスキウス）            | CL05   | クリアーペールブラウン                | 光沢       | オーバーコート用                                             |
| LASCIVUS（ラスキウス）            | CL06   | クリアーホワイト                      | 光沢       | オーバーコート用                                             |
| LASCIVUS（ラスキウス）            | CL07   | 鴇羽色（ときはいろ）                  | 光沢       | ベース色                                                     |
| LASCIVUS（ラスキウス）            | CL08   | ナッツホワイト                        | 光沢       | ベース色                                                     |
| LASCIVUS（ラスキウス）            | CL09   | スムースパールコート                  | パール     | オーバーコート用                                             |
| LASCIVUS Aura（ラスキウスアウラ） | CL101  | ブロンド                              | 光沢       | 髪色用                                                       |
| LASCIVUS Aura（ラスキウスアウラ） | CL102  | 栗毛                                  | 光沢       | 髪色用                                                       |
| LASCIVUS Aura（ラスキウスアウラ） | CL103  | 濡烏（ぬれがらす）                    | 光沢       | 髪色用                                                       |
| LASCIVUS Aura（ラスキウスアウラ） | CL104  | ピンクパープル                        | 光沢       | 髪色用                                                       |
| LASCIVUS Aura（ラスキウスアウラ） | CL105  | ライラック                            | 光沢       | 髪色用                                                       |
| LASCIVUS Aura（ラスキウスアウラ） | CL106  | 白雪色                                | 光沢       | 髪色用                                                       |
| LASCIVUS Aura（ラスキウスアウラ） | CL107  | 亜麻色（あまいろ）                    | 光沢       | 髪色用                                                       |
| LASCIVUS Aura（ラスキウスアウラ） | CL108  | 浅葱色（あさぎいろ）                  | 光沢       | 髪色用                                                       |
| LASCIVUS Aura（ラスキウスアウラ） | CL109  | ライムグリーン                        | 光沢       | 髪色用                                                       |
| LASCIVUS Aura（ラスキウスアウラ） | CL110  | 緋色（ひいろ）                        | 光沢       | 髪色用                                                       |
| LASCIVUS Aura（ラスキウスアウラ） | CL111  | 空色                                  | 光沢       | 髪色用                                                       |
| 色ノ源（いろのもと）              | CR1    | シアン                                | 原色       | 色調調整用添加色                                             |
| 色ノ源（いろのもと）              | CR2    | マゼンタ                              | 原色       | 色調調整用添加色                                             |
| 色ノ源（いろのもと）              | CR3    | イエロー                              | 原色       | 色調調整用添加色                                             |
| Mr.カラーGX                       | GX1    | クールホワイト                        | 光沢       |                                                              |
| Mr.カラーGX                       | GX2    | ウィノーブラック                      | 光沢       |                                                              |
| Mr.カラーGX                       | GX3    | ハーマンレッド                        | 光沢       |                                                              |
| Mr.カラーGX                       | GX4    | キアライエロー                        | 光沢       |                                                              |
| Mr.カラーGX                       | GX5    | スージーブルー                        | 光沢       |                                                              |
| Mr.カラーGX                       | GX6    | モーリーグリーン                      | 光沢       |                                                              |
| Mr.カラーGX                       | GX100  | スーパークリアーIII                   | 光沢       |                                                              |
| Mr.クリアカラーGX                 | GX101  | GXクリアブラック                      | 透明色     |                                                              |
| Mr.クリアカラーGX                 | GX102  | GXディープクリアレッド                | 透明色     |                                                              |
| Mr.クリアカラーGX                 | GX103  | GXディープクリアブルー                | 透明色     |                                                              |
| Mr.クリアカラーGX                 | GX104  | GXクリアグリーン                      | 透明色     |                                                              |
| Mr.クリアカラーGX                 | GX105  | GXクリアピンク                        | 透明色     |                                                              |
| Mr.クリアカラーGX                 | GX106  | GXクリアオレンジ                      | 透明色     |                                                              |
| Mr.クリアカラーGX                 | GX107  | GXクリアパープル                      | 透明色     |                                                              |
| Mr.クリアカラーGX                 | GX108  | GXクリアバイオレット                  | 透明色     |                                                              |
| Mr.クリアカラーGX                 | GX109  | GXクリアブラウン                      | 透明色     |                                                              |
| Mr.クリアカラーGX                 | GX110  | GXクリアシルバー                      | 透明色     |                                                              |
| Mr.クリアカラーGX                 | GX111  | GXクリアゴールド                      | 透明色     |                                                              |
| Mr.クリアカラーGX                 | GX112  | スーパークリアーIII UVカット 光沢     | 光沢       |                                                              |
| Mr.クリアカラーGX                 | GX113  | スーパークリアーIII UVカット つや消し | つや消し   |                                                              |
| Mr.クリアカラーGX                 | GX114  | スーパースムースクリアー              | つや消し   |                                                              |
| Mr.クリアカラーGX                 | GX121  | GXクリアルージュ                      | 透明色     |                                                              |
| Mr.クリアカラーGX                 | GX122  | GXクリアピーコックグリーン            | 透明色     |                                                              |
| Mr.メタリックカラーGX             | GX201  | GXメタルブラック                      | メタリック |                                                              |
| Mr.メタリックカラーGX             | GX202  | GXメタルレッド                        | メタリック |                                                              |
| Mr.メタリックカラーGX             | GX203  | GXメタルイエロー                      | メタリック |                                                              |
| Mr.メタリックカラーGX             | GX204  | GXメタルブルー                        | メタリック |                                                              |
| Mr.メタリックカラーGX             | GX205  | GXメタルグリーン                      | メタリック |                                                              |
| Mr.メタリックカラーGX             | GX206  | GXメタルパープル                      | メタリック |                                                              |
| Mr.メタリックカラーGX             | GX207  | GXメタルバイオレット                  | メタリック |                                                              |
| Mr.メタリックカラーGX             | GX208  | GXラフシルバー                        | メタリック |                                                              |
| Mr.メタリックカラーGX             | GX209  | GXレッドゴールド                      | メタリック |                                                              |
| Mr.メタリックカラーGX             | GX210  | GXブルーゴールド                      | メタリック |                                                              |
| Mr.メタリックカラーGX             | GX211  | GXメタルイエローグリーン              | メタリック |                                                              |
| Mr.メタリックカラーGX             | GX212  | GXメタルピーチ                        | メタリック |                                                              |
| Mr.メタリックカラーGX             | GX213  | GXホワイトシルバー                    | メタリック |                                                              |
| Mr.メタリックカラーGX             | GX214  | GXアイスシルバー                      | メタリック |                                                              |
| Mr.メタリックカラーGX             | GX215  | GXメタルブラッディレッド              | メタリック |                                                              |
| Mr.メタリックカラーGX             | GX216  | GXメタルダークブルー                  | メタリック |                                                              |
| Mr.メタリックカラーGX             | GX217  | GXラフゴールド                        | メタリック |                                                              |
| Mr.メタリックカラーGX             | GX218  | GXグラファイトブラック                | メタリック |                                                              |
| Mr.カラースーパーメタリック       | SM01   | スーパーファインシルバー              | メタリック | 生産終了 後継品SM201                                         |
| Mr.カラースーパーメタリック       | SM02   | スーパーゴールド                      | メタリック | 生産終了 後継品SM202                                         |
| Mr.カラースーパーメタリック       | SM03   | スーパーアイアン                      | メタリック | 生産終了 後継品SM203                                         |
| Mr.カラースーパーメタリック       | SM04   | スーパーステンレス                    | メタリック | 生産終了 後継品SM204                                         |
| Mr.カラースーパーメタリック       | SM05   | スーパーチタン                        | メタリック | 生産終了 後継品SM205                                         |
| Mr.カラースーパーメタリック       | SM06   | クロームシルバー                      | メタリック | 生産終了 後継品SM206                                         |
| Mr.カラースーパーメタリック       | SM07   | メッキシルバー                        | メタリック | 生産終了                                                     |
| Mr.カラースーパーメタリック       | SM08   | メッキシルバーNEXT                    | メタリック | 生産終了                                                     |
| Mr.カラースーパーメタリック2      | SM201  | スーパーファインシルバー2             | メタリック |                                                              |
| Mr.カラースーパーメタリック2      | SM202  | スーパーゴールド2                     | メタリック |                                                              |
| Mr.カラースーパーメタリック2      | SM203  | スーパーアイアン2                     | メタリック |                                                              |
| Mr.カラースーパーメタリック2      | SM204  | スーパーステンレス2                   | メタリック |                                                              |
| Mr.カラースーパーメタリック2      | SM205  | スーパーチタン2                       | メタリック |                                                              |
| Mr.カラースーパーメタリック2      | SM206  | クロームシルバー2                     | メタリック |                                                              |
| Mr.カラースーパーメタリック2      | SM210  | スーパーピンクゴールド                | メタリック |                                                              |
| Mr.カラースーパーメタリック2      | SM211  | スーパーレッドゴールド                | メタリック |                                                              |
| Mr.カラースーパーメタリック2      | SM212  | スーパーマットアルミ                  | メタリック |                                                              |
| Mr.クリスタルカラー               | XC01   | ダイヤモンドシルバー                  | パール     |                                                              |
| Mr.クリスタルカラー               | XC02   | トパーズゴールド                      | パール     |                                                              |
| Mr.クリスタルカラー               | XC03   | ルビーレッド                          | パール     |                                                              |
| Mr.クリスタルカラー               | XC04   | アメジストパープル                    | パール     |                                                              |
| Mr.クリスタルカラー               | XC05   | サファイアブルー                      | パール     |                                                              |
| Mr.クリスタルカラー               | XC06   | トルマリングリーン                    | パール     |                                                              |
| Mr.クリスタルカラー               | XC07   | ターコイズグリーン                    | パール     |                                                              |
| Mr.クリスタルカラー               | XC08   | ムーンストーンパール                  | パール     | ビスマスパール使用                                           |
| Mr.カラーGGX                      | LG1    | GGXホワイト                           | 光沢       | Mrカラーとの混色可能（専用溶剤の使用推奨）                   |
| Mr.カラーGGX                      | LG2    | GGXブラック                           | 光沢       | Mrカラーとの混色可能（専用溶剤の使用推奨）                   |
| Mr.カラーGGX                      | LG112  | GGXクリアー UVカット                  | 光沢       | Mrカラーとの混色可能（専用溶剤の使用推奨）                   |
| Mr.カラーGGX                      | LG113  | GGXクリアー UVカット つや消し         | つや消し   | Mrカラーとの混色可能（専用溶剤の使用推奨）                   |
| Mr.カラーGGX                      | LG115  | GGXクリアー UVカット 半光沢           | 半光沢     | Mrカラーとの混色可能（専用溶剤の使用推奨） 2025年夏発売予定  |
| Mr.カラーメタリックGGX            | GGX301 | シャイニングシルバー                  | メタリック | 2024年12月発売予定                                           |
| Mr.カラーメタリックGGX            | GGX302 | シャイニングゴールド                  | メタリック | 2024年12月発売予定                                           |
| Mr.カラーメタリックGGX            | GGX303 | シャイニングブラス                    | メタリック | 2024年12月発売予定                                           |
| Mr.カラーメタリックGGX            | GGX304 | シャンパンゴールド                    | メタリック | 2024第62回全日本模型ホビーショー参考出品                     |
| Mr.カラーメタリックGGX            | GGX311 | ダークメタリックブルー                | メタリック | 2024年12月発売予定                                           |
| Mr.カラーメタリックGGX            | GGX312 | ダークメタリックパープル              | メタリック | 2024年12月発売予定                                           |
| Mr.カラーウルトラメタリック       | UM01   | ウルトラシルバー                      | メタリック |                                                              |
| Mr.カラーウルトラメタリック       | UM02   | ウルトラゴールド                      | メタリック |                                                              |
| ベルベットカラー                  | CV01   | ベルベットレッド                      | メタリック |                                                              |
| ベルベットカラー                  | CV02   | ベルベットブルー                      | メタリック |                                                              |
| ベルベットカラー                  | CV03   | ベルベットグリーン                    | メタリック |                                                              |
| ベルベットカラー                  | CV04   | ベルベットパープル                    | メタリック | 2025年発売予定                                               |
| ベルベットカラー                  | CV05   | ベルベットブラウン                    | メタリック | 2025年発売予定                                               |
| ベルベットカラー                  | CV06   | ベルベットブラック                    | メタリック | 2025年発売予定                                               |
| ベルベットカラー                  | CV07   | ベルベットベージュ                    | メタリック | 2025年発売予定                                               |
| メタルカラー2                     | RMC211 | クロームシルバー                      | メタリック | 2024年12月発売予定                                           |
| メタルカラー2                     | RMC212 | アイアン                              | メタリック | 2024年12月発売予定                                           |
| メタルカラー2                     | RMC213 | ステンレス                            | メタリック | 2024年12月発売予定                                           |
| メタルカラー2                     | RMC214 | ダークアイアン                        | メタリック | 2024年12月発売予定                                           |
| メタルカラー2                     | RMC215 | カッパー                              | メタリック | 2024年12月発売予定                                           |
| メタルカラー2                     | RMC217 | ゴールド                              | メタリック | 2024年12月発売予定                                           |
| メタルカラー2                     | RMC218 | アルミ                                | メタリック | 2024年12月発売予定                                           |
| メタルカラー2                     | RMC219 | ブラス                                | メタリック | 2024年12月発売予定                                           |
| オートカラー                      | A1     | スーパーホワイトIV                    | 光沢       | 廃番 Mrカラー156番のスプレー版                               |
| オートカラー                      | A2     | スーパーブラック                      | 光沢       | 廃番 Mrカラー157番のスプレー版                               |
| オートカラー                      | A3     | イタリアンレッド                      | 光沢       | 廃番 Mrカラー158番のスプレー版                               |
| オートカラー                      | A4     | ブリティッシュグリーン                | 光沢       | 廃番 スプレーのみ MrカラーリバイバルCRE03で瓶復刻            |
| オートカラー                      | A5     | ガングレーメタリック                  | メタリック | 廃番 スプレーのみ                                            |
| オートカラー                      | A6     | グレイッシュブルーメタリック          | メタリック | 廃番 スプレーのみ                                            |
| オートカラー                      | A7     | ジャーマンシルバー                    | メタリック | 廃番 スプレーのみ                                            |
| オートカラー                      | A8     | ブラックパールメタリック              | メタリック | 廃番 スプレーのみ                                            |
| オートカラー                      | A9     | ホワイトパールトーン                  | パール     | 廃番 スプレーのみ                                            |
| オートカラー                      | A10    | クランベリーレッドパール              | パール     | 廃番 Mrカラー160番のスプレー版 MrカラーリバイバルCRE01で復刻 |
| オートカラー                      | A11    | ベルベッドブルーパール                | パール     | 廃番 スプレーのみ                                            |
| オートカラー                      | A12    | ライムグリーンパール                  | パール     | 廃番 スプレーのみ                                            |
| オートカラー                      | A13    | スーパークリアー                      | 光沢       | 廃番 スプレーのみ                                            |
| オートカラー                      | A14    | メタリックダークグリーン              | メタリック | 廃番 スプレーのみ                                            |
| オートカラー                      | A15    | セルリアンブルー                      | 光沢       | 廃番 スプレーのみ MrカラーリバイバルCRE02で瓶復刻            |
| オートカラー                      | A16    | ウルトラマリン                        | 光沢       | 廃番 スプレーのみ（ティレル・ホンダ）                        |
| オートカラー                      | A17    | スパークリングレッド                  | 蛍光色     | 廃番 スプレーのみ（マクラーレン・ホンダ）                    |
| オートカラー                      | A18    | ピュアホワイト                        | 光沢       | 廃番 スプレーのみ                                            |
| オートカラー                      | A19    | グレイッシュグリーンメタリック        | メタリック | 廃番 スプレーのみ                                            |
| オートカラー                      | A20    | ダークレッドパール                    | パール     | 廃番 スプレーのみ                                            |
| オートカラー                      | A21    | ライトブルーメタリック                | メタリック | 廃番 スプレーのみ                                            |
| オートカラー                      | A22    | ライトアイボリー                      | 光沢       | 廃番 スプレーのみ                                            |
| オートカラー                      | A23    | スーパーレッド                        | 光沢       | 廃番 スプレーのみ                                            |
| オートカラー                      | A24    | イタリアンイエロー                    | 光沢       | 廃番 スプレーのみ                                            |
| その他                            | SMS1   | ミラーシルバー                        | メタリック | 2024年10月発売予定                                           |

## 派生商品

### 姉妹品
姉妹品として水溶性アクリル樹脂塗料の「水性ホビーカラー」（色番号頭記号はH-）がある。色数はMr.カラーより少なく、Mr.カラーと同一の色も一部用意されているが色番号にMr.カラーとの共通性はあまりない。また、さらに安全性や使い勝手に改良を加えた、アクリルエマルション系塗料の「アクリジョン」（色番号頭記号はN-）も発売されている。この二者は、種類を示す記号の差異を除き色番号が共通となっている為に、両者の移行がしやすい。

### 系列品
1981年～1984年にタカラから、「ダグラムカラー（ボトムズ放映時にタカラアニメカラーに改称）」という、レベルカラーの類似体系が発売されていたが、2013年に同一の名称で、ガイアノーツから「ガイアカラー」特色で発売されている。またガイアノーツは、「バーチャロンカラー」、「サーバーフォーミュラカラー」、「エヴァンゲリオンカラー」といった、ゲームやアニメに登場するメカの特色を、同じガイアカラー特色としてラインナップしている。なお、レベルカラーとMr.カラーは、発祥を同じくしている為に、両者の混色や同一溶剤の使用が可能である。

### 類似品
また、グリーンマックスの「鉄道カラー」やピットロードの「艦船カラー」もMr.カラーと同じ藤倉化成が製造する溶剤系アクリル樹脂塗料であるため、こちらも混合や同じシンナーの使用が可能。ただし、こちらはMr.カラーとは別の経緯で発売された（Mr.カラーの鉄道色撤退を受けた、事実上後継商品としての）ものである。
コトブキヤより、「フレームアームズ・ガール カラー」が発売されているが、前述の通りこれは、ガイアカラーの特色であり、前述のMr.カラー特色「フレームアームズ＆M.S.Gカラーセット」とは別の商品である。

## 逸話
本品は、水性ホビーカラーと共に、2018年現在、タミヤカラー（エナメル系）と同じく、塗装時の色彩設定時のデファクトスタンダードとなっており、各国各種のキットの色指定時に、本品の色名での指定が為されることがある。ドラゴンモデルズの取扱説明書で誤植があり、これを元にした『伝説のカラーボトル』がワンダーフェスティバル限定品として販売されている。